# Абсорбція (економіка)
Абсо́рбція в еконо́міці — термін, що має кілька значень:
1) Злиття кількох компаній з метою створити єдину економічну структуру, придбати сукупні активи та пасиви комерційної фірми, що поглинається, з виділенням їй як компенсації частки капіталу або емітованих з цією метою акцій.
2) Включення в соціально-економічну систему країни іммігрантів, осіб, що прибули до неї з інших країн на постійне місце проживання.